# Березовка (Богородський район)
Березовка (рос. Березовка) — присілок в Богородському районі Нижньогородської області Російської Федерації.
Населення становить 1776 осіб. Входить до складу муніципального утворення Дуденевська сільрада.

## Історія
Від 2004 року входить до складу муніципального утворення Дуденевська сільрада.

## Населення
| 1999 | 2002  | 2010  |
| ---- | ----- | ----- |
| 1671 | ↗1705 | ↗1776 |